# Eugen Früh
Eugen Früh (* 22. Januar 1914 in St. Gallen; † 18. Juli 1975 in Zürich) war ein Schweizer Maler, Gebrauchsgrafiker und Illustrator.

## Leben und Werk
Eugen Früh war ein Sohn des Postbeamten Huldreich Früh und der Therese, geborene Bscheid. Seine Brüder waren der spätere Komponist Huldreich Georg Früh (1903–1945) und der spätere Filmregisseur Kurt Früh.
Eugen Früh besuchte von 1928 bis 1932 die Kunstgewerbeschule Zürich, wo er Erna Yoshida Blenk kennen lernte. Das Paar heiratete 1934 und lebte jahrzehntelang in einer städtischen Wohnung an der Römergasse 9 in Zürich. In den 1930er-Jahren verbrachte Früh mehrere Aufenthalte in Paris und wandte sich der Malerei zu. «Die Malerei – ein lebenslanges Abenteuer mit Farben und Formen, um die Welt und sich selber besser verstehen zu lernen.»
Das Künstlerehepaar pflegte u. a. Freundschaften mit dem Lyriker Paul Adolf Brenner (1910–1967), dem Schriftsteller und Herausgeber Hans Schumacher (1910–1993) sowie mit Max Frisch. 1947 illustrierte Früh das erste aufgeführte Bühnenstück Santa Cruz von Frisch. Zur letzten Zusammenarbeit mit diesem kam es im Freibad Letzigraben, wo Eugen Früh auf 10 Metern Länge und über 2 Metern Höhe eine hellblaue Unterwasserlandschaft malte.
Eugen Früh war zuerst als Gebrauchsgrafiker tätig und hielt sich kurze Zeit in der Land- und Künstlerkommune Fontana Martina in Ronco sopra Ascona auf. Dort lernte er u. a. Clément Moreau und sein Werk kennen.
Eugen Früh war Mitglied der Sektion Zürich der GSMBA. Im Rahmen der Schweizerischen Landesausstellung 1939 schuf er ein Wandgemälde. In der Folge erhielt er weitere öffentliche Aufträge in Zürich und Winterthur. 1943 erhielt er ein eidgenössisches Kunststipendium. In der Nachkriegszeit unternahm Eugen Früh Studienreisen nach Italien, England und Holland, in den Mittelmeerraum und nach Nordafrika. 1943 erhielt er den Conrad-Ferdinand-Meyer-Preis.
Um 1948/1949 und 1957/1958 beschäftigte er sich intensiv mit der Druckgrafik. Seine Werke zeigte er in zahlreichen Einzel- und Gruppenausstellungen. So 1956 im Kunsthaus Zürich zusammen mit Max Hegetschweiler, Max Gubler, Walter Jonas, Heinrich Müller, Max Truninger und Henry Wabel, die zur Schule der «Zürcher Figurativen» gehörten.
Eugen Früh illustrierte Texte von Jeremias Gotthelf, Robert Walser, Claire Lepère, Ferdinand Ramuz, Annemarie Schwarzenbach, Rudolf Jakob Humm sowie für verschiedene Medien, vor allem für Die Weltwoche. 1959 erlitt er einen Schlaganfall, der ihn teilweise lähmte. In der Folge konnte er nur noch mit der linken Hand malen. Eugen Früh erhielt 1967 den Kunstpreis der Stadt Zürich. Er fand seine letzte Ruhestätte auf dem Friedhof Sihlfeld.
Seine Werke wurden 1980 in zwei grossen Retrospektiven gezeigt und 1981 etwa 100 seiner Bilder im Kunstsalon Wolfsberger ausgestellt, die fast alle verkauft wurden. Kurz vor ihrem Tod ordnete Erna Yoshida Blenk die Errichtung der Eugen-und-Yoshida-Früh-Stiftung an.